# Asura magica
Asura magica är en fjärilsart som beskrevs av Embrik Strand 1917. Asura magica ingår i släktet Asura och familjen björnspinnare. Inga underarter finns listade i Catalogue of Life.